# گو شیائولی
گو شیائولی (انگلیسی: Gu Xiaoli؛ زادهٔ ۲۸ مارس ۱۹۷۱) قایقران روئینگ اهل چین است.